# Urothemis edwardsii
Urothemis edwardsii är en trollsländeart. Urothemis edwardsii ingår i släktet Urothemis och familjen segeltrollsländor. IUCN kategoriserar arten globalt som livskraftig.

## Underarter
Arten delas in i följande underarter:
- U. e. edwardsii
- U. e. hulae

## Bildgalleri

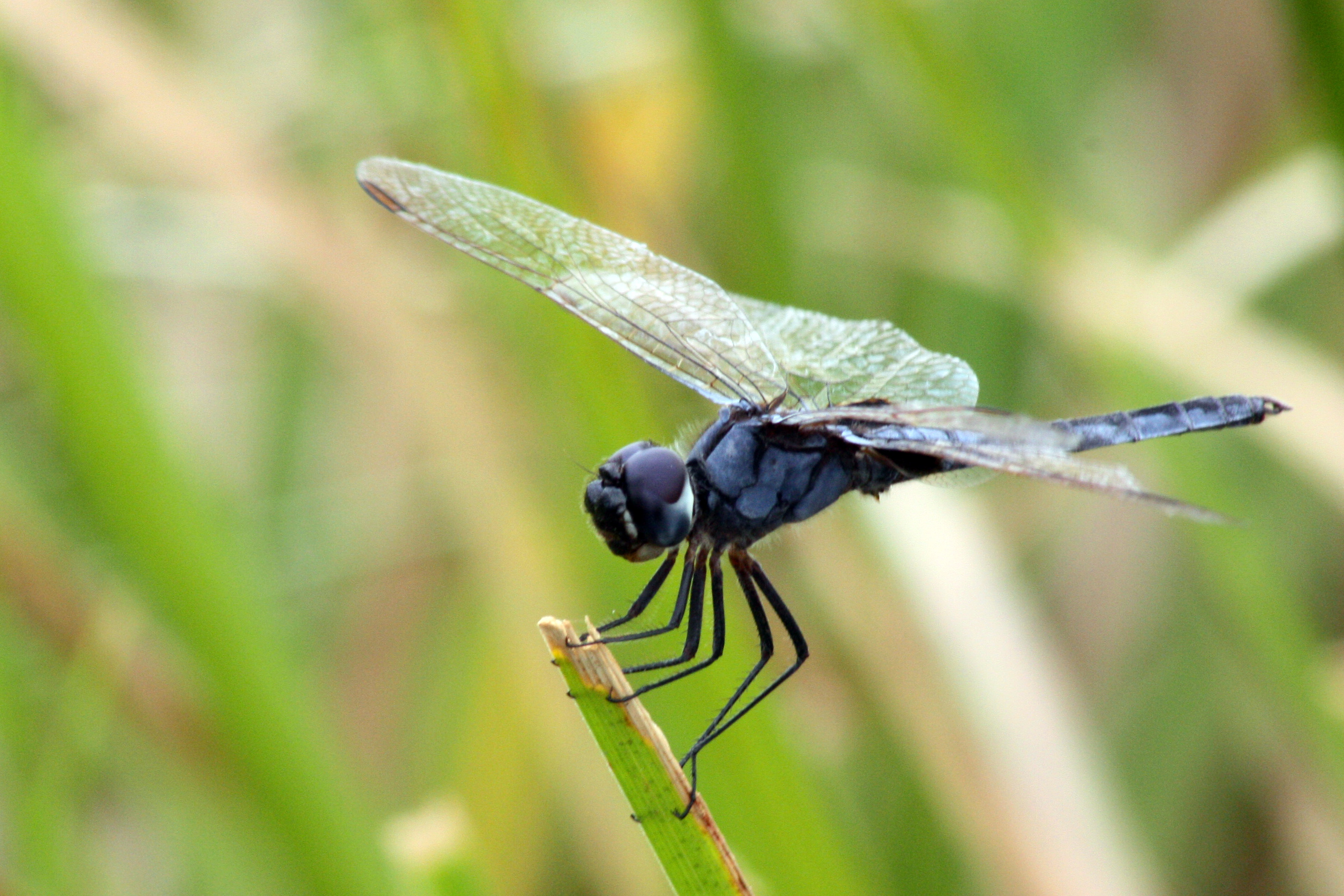